# Троицкий собор Троице-Сергиевой лавры
Тро́ицкий собо́р — православный храм в городе Сергиевом Посаде Московской области, собор и древнейшее из сохранившихся зданий Троице-Сергиевой лавры. Главной святыней собора являются мощи преподобного Сергия Радонежского. Для иконостаса собора Андреем Рублёвым была создана знаменитая икона «Троица».

## История
Воздвигнут в 1422—1423 годах Никоном Радонежским «в честь и похвалу» основателю монастыря, преподобному Сергию Радонежскому. 5 июля 1422 года, во время строительства собора, были обретены нетленными мощи Сергия Радонежского, о чём свидетельствовал Пахомий Логофет.
Борис Огнев высказал предположение, что собор строили балканские (вероятно, сербские) мастера, перебравшиеся на Русь после вторжения турок, в одно время с Пахомием Логофетом.
13 февраля 1446 г., после литургии в Троицком соборе князем Иваном Можайским был схвачен, и впоследствии ослеплен, великий князь Московский Василий II.
С Троицкого собора началось формирование архитектурного ансамбля монастыря. Со стороны западного фасада в XVI веке пристроили паперть, а с юго-восточной в 1548 году над гробом игумена Никона — бесстолпный одноапсидный Никоновский придел. В 1623 году верхняя часть придела была перестроена.

## Архитектура

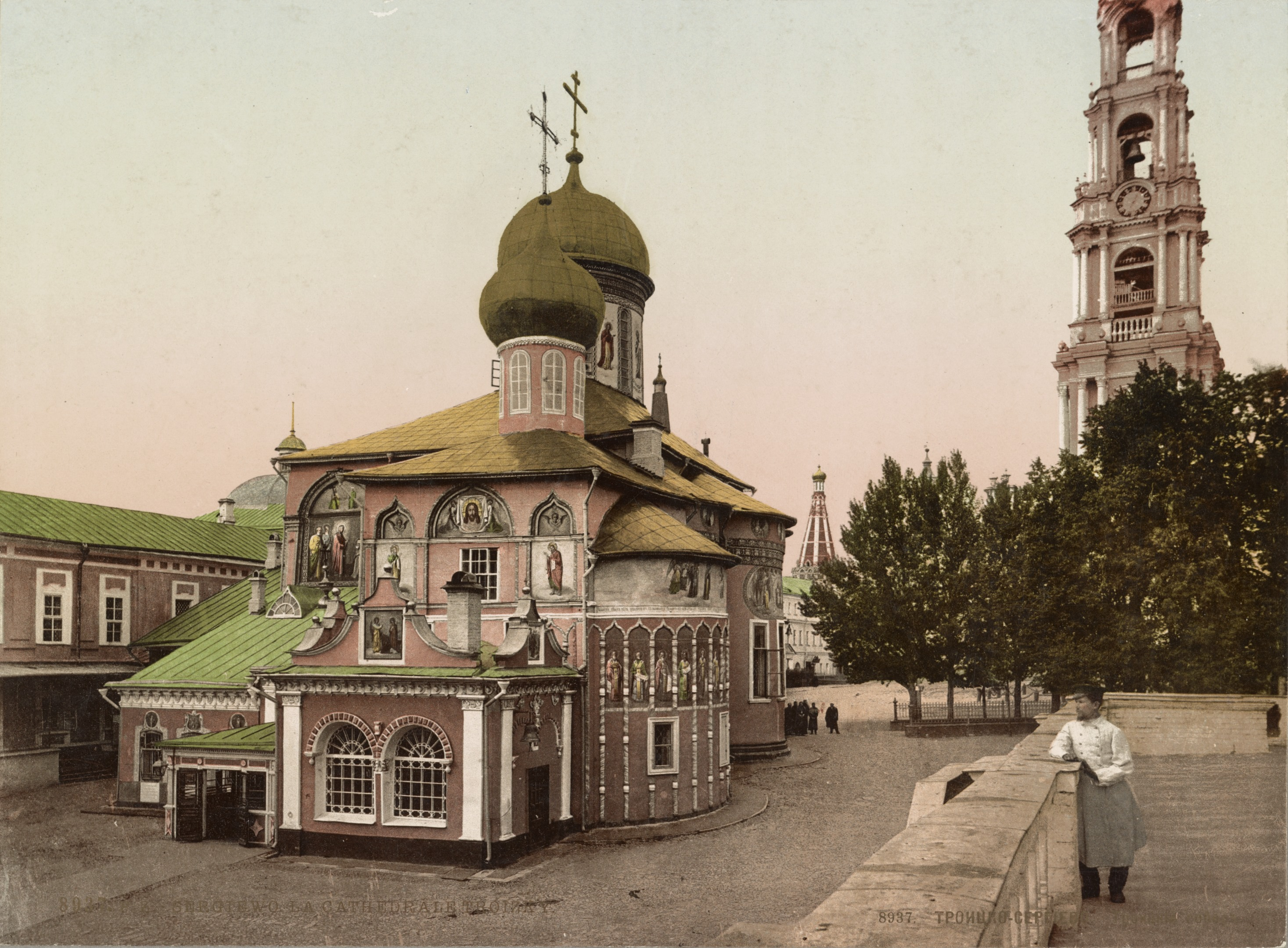
Троицкий собор c Никоновским приделом, 1896

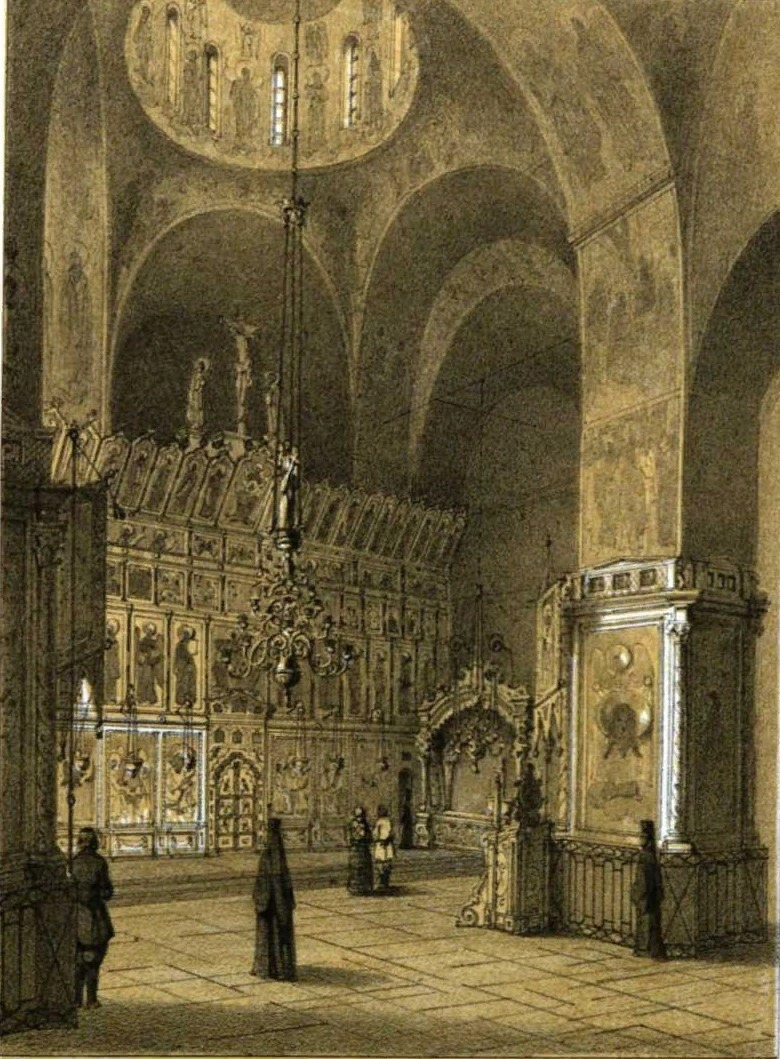
Внутренность Троицкого собора. Издание 1856 г.

Четырёхстолпный трёхапсидный Троицкий собор является одним из важнейших памятников раннемосковского зодчества. Построен из белого камня, как и соседняя Никоновская церковь. У последней нижний ярус кирпичный, но облицован известняком.
Тройная лента резного орнамента опоясывает стены, апсиды и барабан собора. Стены членятся здесь лишь плоскими лопатками, на которые опираются килевидные арки закомар. Все формы храма очень просты и компактны апсиды почти не выступают за пределы основного куба и подняты на одну высоту, к самому его верху; килевидные кокошники, так называемые диагональные закомары, едва возвышаются над закомарами фасадов (кокошники у постамента барабана разобраны в 1510 году); гладкие стены имеют довольно значительный наклон внутрь, чему соответствует сужение кверху барабана купола.
Точная копия Троицкого собора в натуральную величину построена в 2006 году в казанском Зилантовом монастыре.

## Серапионова палата

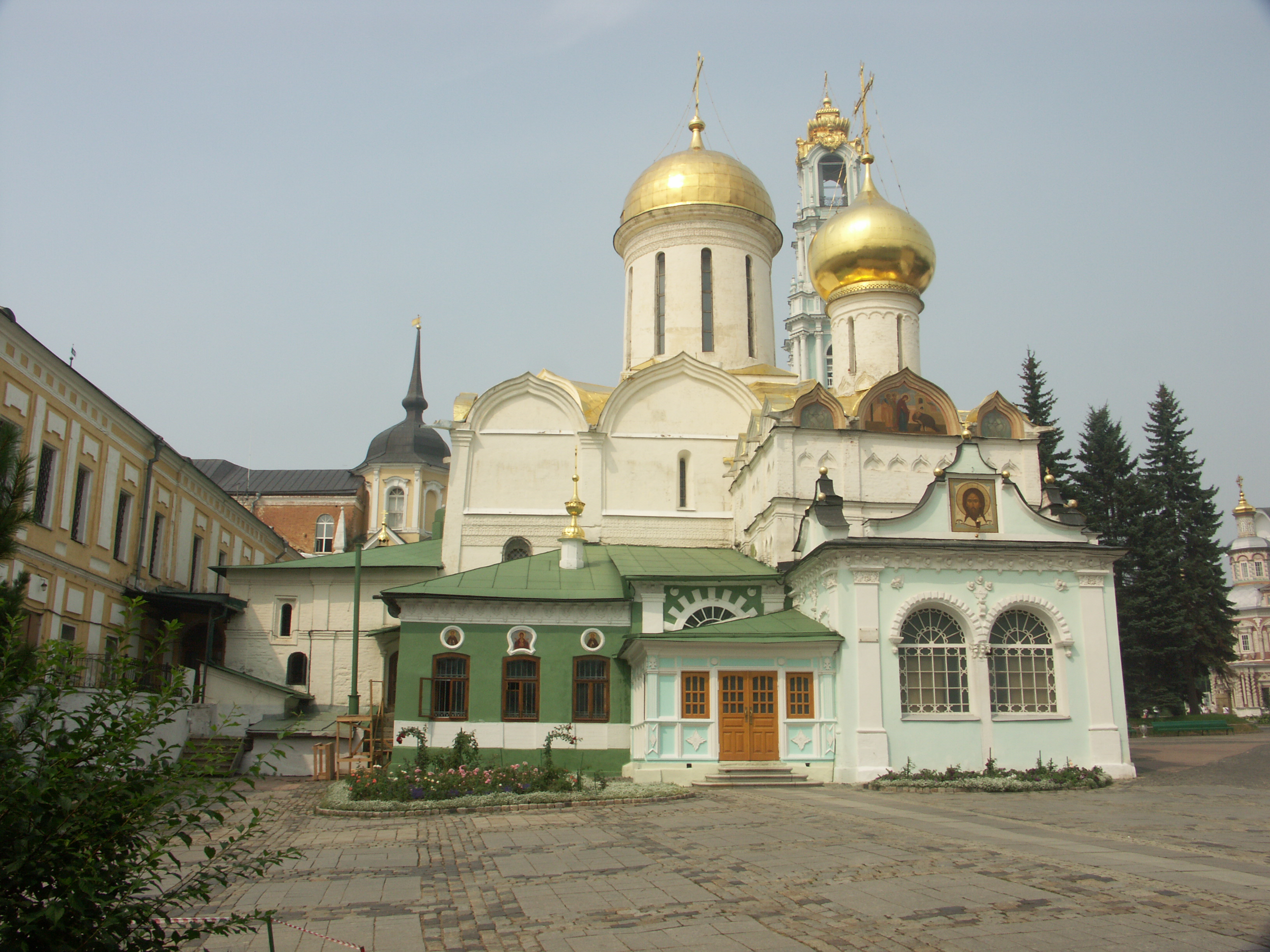
Серапионова палата

Серапионова палата — сооружение, примыкающее с запада к Троицкому собору. Названа в честь Серапиона, архиепископа Новгородского, над гробом которого она была сооружена.
В палатке находятся три устроенных митрополитом Платоном надгробия: над могилами архиепископа Серапиона, митрополита Московского Иоасафа и архимандрита Дионисия.
Также в палатке в отдельных ковчегах хранятся и другие святыни:
- мощи апостола Андрея Первозванного
- мощи Вифлеемского младенца
- мощи святителя Исаии Ростовского
- мощи апостола Павла, святителя Николая, святителя Спиридона, великомученика Димитрия.
- мощи великомученика Меркурия, великомученика Феодора Тирона, великомученика Феодора Стратилата, священномученика Зиновия, великомученика Иакова Персянина.
- и другие ковчеги с мощами святых.

## Иконостас и роспись

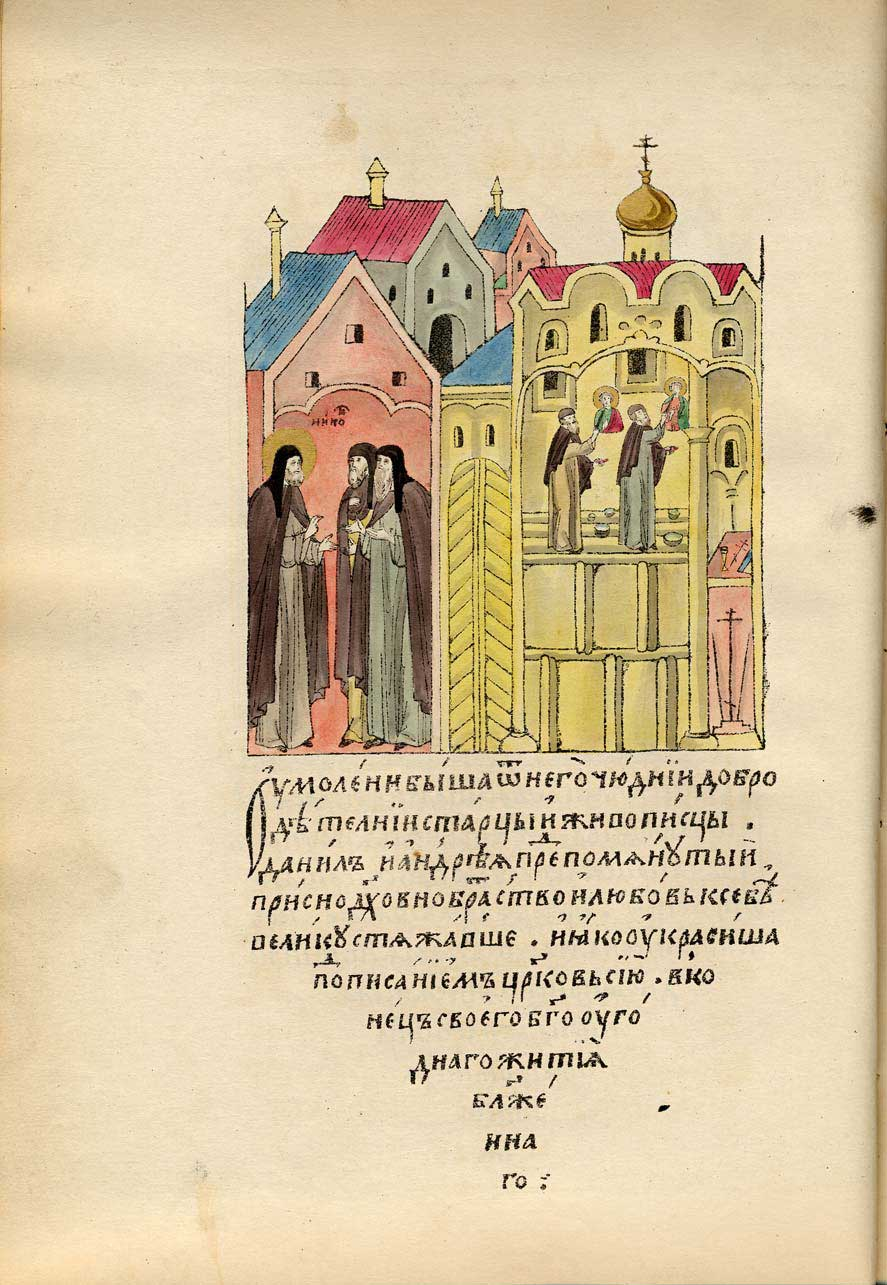
Игумен Никон просит Андрея Рублёва и старца Даниила расписать Троицкий собор Свято-Троицкой Сергиевой лавры

Согласно Пахомию Логофету, Никон Радонежский незадолго до смерти обратился к иконописцам Андрею Рублёву и Даниилу Чёрному с просьбой выполнить роспись Троицкого собора. Особенность иконостаса — он сплошной: иконы в нём не разделены алтарными столпами.
Древнейшая роспись внутренних стен собора, выполненная в 1425—1427 годах Андреем Рублёвым и Даниилом Чёрным, до нас не дошла. Сохранившаяся роспись выполнена в 1635 году и воспроизводит иконографию первоначальной росписи.

## Современное состояние
Собор является действующим. В нём ежедневно совершается Божественная литургия (кроме будних дней Великого поста), а также в течение дня с раннего утра до позднего вечера совершаются молебны с акафистом преподобному Сергию Радонежскому у раки с его мощами. По пятницам проводятся соборный молебен с акафистом Божией Матери в 17 часов в память о явлении Пресвятой Богородицы преподобному Сергию. В Никоновском приделе богослужения совершаются в день памяти преподобного Никона Радонежского — 17 (30) ноября
В Троицком соборе принимают монашеский постриг братия обители.

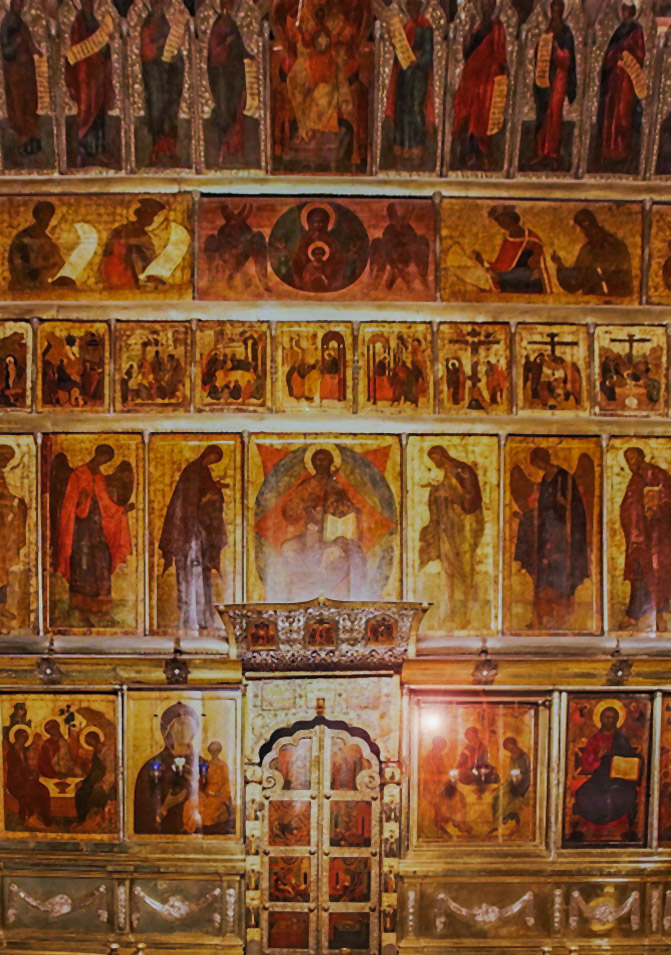
Иконостас (один из старейших сохранившихся)
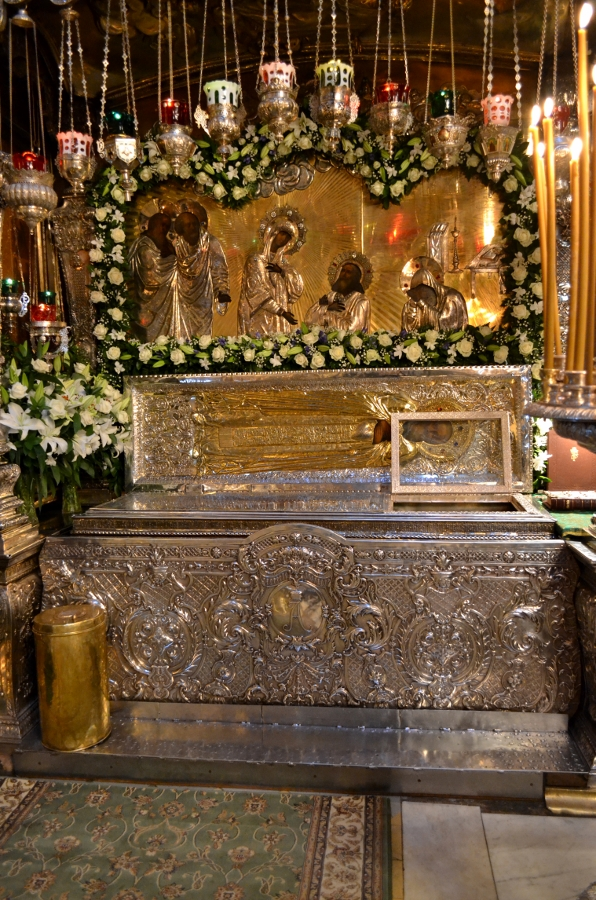
Рака с мощами преподобного Сергия Радонежского
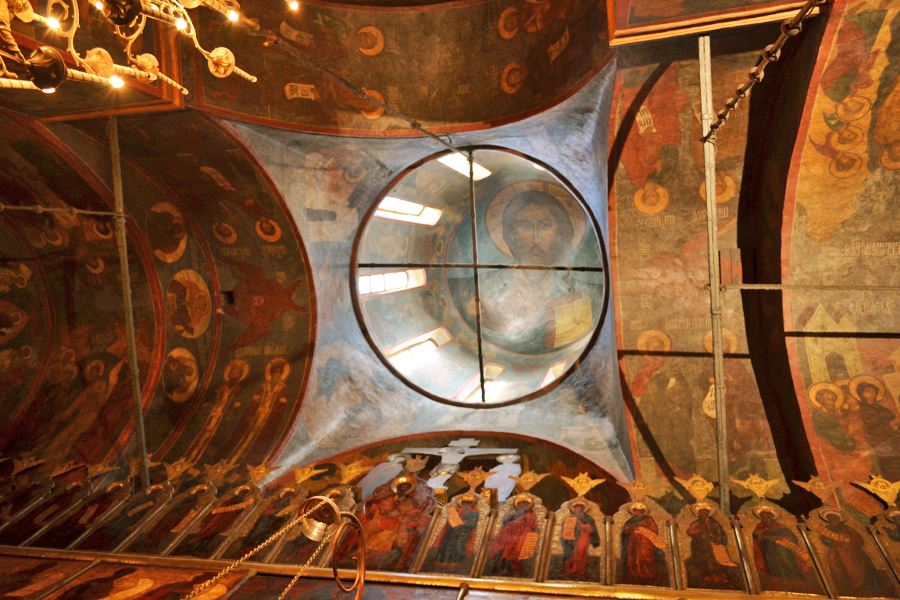
Свод
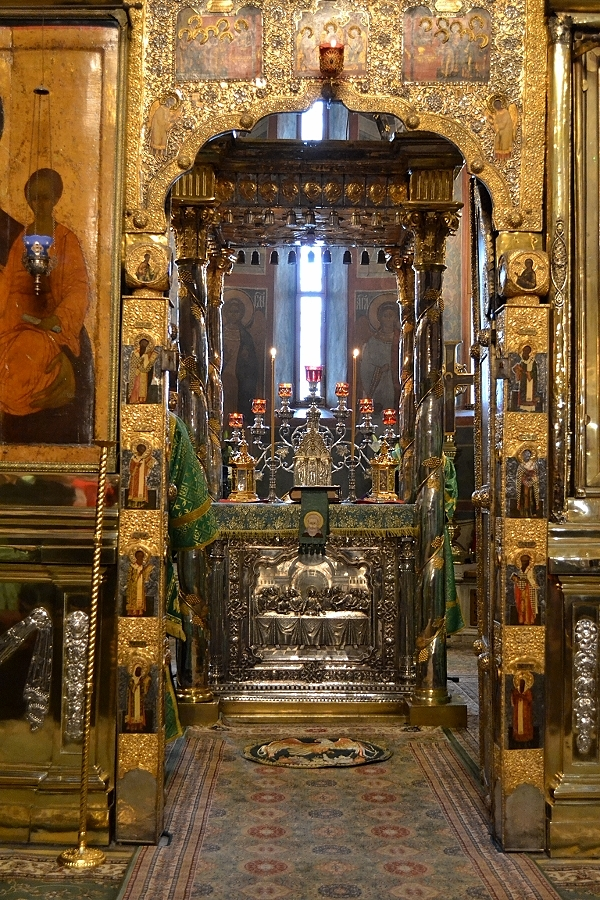
Алтарь
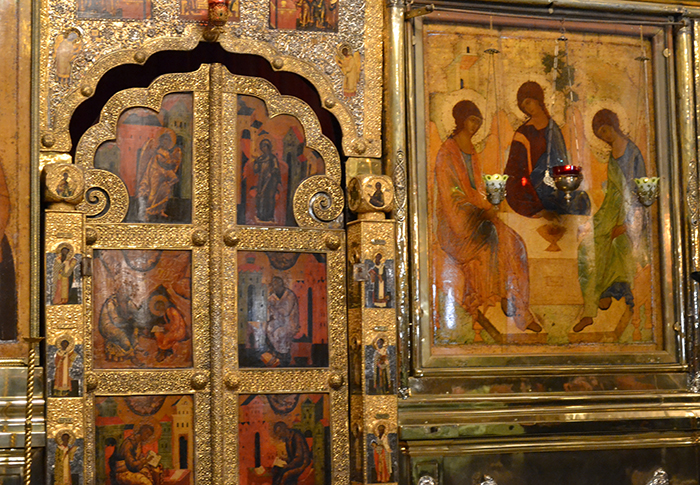
Царские врата и икона «Троица» Андрея Рублёва
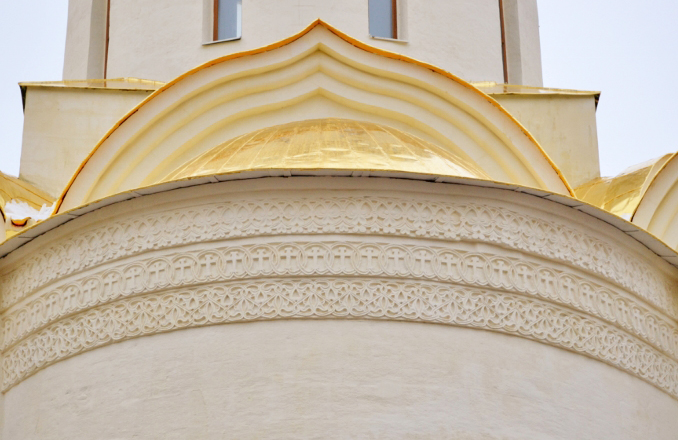
Орнамент на апсиде